# قرية السلماني
قرية السلماني هي قرية يمنية تقع في محافظة تعز مديرية التعزية عزلة الحيمة السفلى تقع على حدود عزلة الاعمور يبلغ عدد سكانها حوالى 500 نسمة.